# Nezumia atlantica
Nezumia atlantica är en fiskart som först beskrevs av Parr, 1946.  Nezumia atlantica ingår i släktet Nezumia och familjen skolästfiskar. Inga underarter finns listade i Catalogue of Life.